# Discografia di Tony Effe
La discografia di Tony Effe, rapper italiano, è costituita da due album in studio, ventitré singoli e ventidue video musicali (inclusi quelli come artista ospite), pubblicati dal 2021.

## Album in studio
| Anno | Titolo | Classifiche | Classifiche | Certificazioni     | Unità           |
| Anno | Titolo | ITA         | SWI         | Certificazioni     | Unità           |
| ---- | --- | ----------- | ----------- | ------------------ | --------------- |
| 2021 | Untouchable - Pubblicato: 4 giugno 2021 - Etichetta: 777, Virgin - Formati: CD, LP, download digitale, streaming | 1           | 19          | - ITA: Platino (2) | - ITA: 100 000+ |
| 2024 | Icon - Pubblicato: 15 marzo 2024 - Etichetta: Island - Formati: CD, LP, download digitale, streaming             | 1           | 9           | - ITA: Platino (5) | - ITA: 250 000+ |

## Singoli

### Come artista principale
| Anno                                                         | Titolo                                | Classifiche | Classifiche | Certificazioni     | Unità           | Album di provenienza |
| Anno                                                         | Titolo                                | ITA         | SWI         | Certificazioni     | Unità           | Album di provenienza |
| ------------------------------------------------------------ | ------------------------------------- | ----------- | ----------- | ------------------ | --------------- | -------------------- |
| 2021                                                         | Effe                                  | 24          | —           | - ITA: Platino     | - ITA: 70 000+  | Untouchable          |
| 2021                                                         | Balaclava (feat. Capo Plaza)          | 30          | —           | - ITA: Oro         | - ITA: 50 000+  | Untouchable          |
| 2021                                                         | Mi piace (feat. Sfera Ebbasta)        | 10          | —           | - ITA: Platino     | - ITA: 100 000+ | Untouchable          |
| 2023                                                         | Boss                                  | 3           | 97          | - ITA: Platino (2) | - ITA: 200 000+ | Icon                 |
| 2023                                                         | Taxi sulla Luna (con Emma)            | 7           | —           | - ITA: Platino (4) | - ITA: 400 000+ | Souvenir Icon        |
| 2024                                                         | Particolari sporchi                   | 26          | —           |                    |                 | Icon                 |
| 2024                                                         | Miu miu                               | 4           | —           | - ITA: Platino (3) | - ITA: 300 000+ | Icon                 |
| 2024                                                         | Sesso e samba (con Gaia)              | 1           | 56          | - ITA: Platino (4) | - ITA: 400 000+ | Icon                 |
| 2024                                                         | 64 barre di verità (Red Bull 64 Bars) | 54          | —           |                    |                 | /                    |
| 2024                                                         | Chiara                                | 14          | —           | - ITA: Oro         | - ITA: 50 000+  | Icon                 |
| 2024                                                         | Pezzi da 100 (con Kid Yugi)           | 30          | —           |                    |                 | Icon                 |
| 2025                                                         | Damme 'na mano                        | 3           | 45          | - ITA: Oro         | - ITA: 100 000+ | Icon                 |
| "—" indica una pubblicazione non classificata in quel paese. |                                       |             |             |                    |                 |                      |

### Come artista ospite
| Anno                                                         | Titolo                                                              | Classifiche | Certificazioni | Unità           | Album di provenienza    |
| Anno                                                         | Titolo                                                              | ITA         | Certificazioni | Unità           | Album di provenienza    |
| ------------------------------------------------------------ | ------------------------------------------------------------------- | ----------- | -------------- | --------------- | ----------------------- |
| 2021                                                         | Tirana (167 Gang feat. Tony Effe)                                   | —           |                |                 | /                       |
| 2021                                                         | Marmellata (Wayne Santana feat. Rosa Chemical, Tony Effe e Radical) | —           |                |                 | Succo di zenzero vol. 2 |
| 2022                                                         | Il doc 2 (VillaBanks feat. Tony Effe e Guè)                         | 35          | - ITA: Oro     | - ITA: 50 000+  | Filtri                  |
| 2022                                                         | #Si (MamboLosco feat. Tony Effe)                                    | —           |                |                 | /                       |
| 2023                                                         | Michelle Pfeiffer (Rose Villain feat. Tony Effe)                    | 32          | - ITA: Platino | - ITA: 100 000+ | Radio Gotham            |
| 2023                                                         | Il doc 3 (VillaBanks feat. Tony Effe, Slings e MamboLosco)          | 33          | - ITA: Platino | - ITA: 100 000+ | VillaBanks              |
| 2023                                                         | Hoe + Hard (Icy Subzero feat. Tony Effe)                            | 42          | - ITA: Oro     | - ITA: 50 000+  | /                       |
| 2024                                                         | Nati bastardi (Capo Plaza feat. Tony Effe)                          | 25          |                |                 | Ferite (Deluxe Edition) |
| 2025                                                         | Espresso macchiato (remix) (Tommy Cash feat. Tony Effe)             | 53          |                |                 | /                       |
| 2025                                                         | Victoria's Secret (Rose Villain feat. Tony Effe)                    | 24          |                |                 | Radio Vega              |
| 2025                                                         | Non basta mai (Capo Plaza feat. Bresh e Tony Effe)                  | 7           |                |                 | /                       |
| "—" indica una pubblicazione non classificata in quel paese. |                                                                     |             |                |                 |                         |

## Altri brani entrati in classifica e/o certificati
| Anno | Titolo                                  | Classifiche | Certificazioni     | Unità           | Album di provenienza |
| Anno | Titolo                                  | ITA         | Certificazioni     | Unità           | Album di provenienza |
| ---- | --------------------------------------- | ----------- | ------------------ | --------------- | -------------------- |
| 2021 | Tony Montana (feat. Gucci Mane)         | 32          |                    |                 | Untouchable          |
| 2021 | Colpevole                               | 28          | - ITA: Platino     | - ITA: 100 000+ | Untouchable          |
| 2021 | Escort Lover (feat. Guè)                | 30          | - ITA: Platino     | - ITA: 100 000+ | Untouchable          |
| 2021 | È trap                                  | 36          |                    |                 | Untouchable          |
| 2021 | Ke lo ke (feat. Lazza e Gazo)           | 14          | - ITA: Platino     | - ITA: 100 000+ | Untouchable          |
| 2021 | Piazza                                  | 58          |                    |                 | Untouchable          |
| 2021 | Romolo e Remo (feat. Pyrex)             | 43          |                    |                 | Untouchable          |
| 2021 | Lacrime (feat. Tedua)                   | 41          |                    |                 | Untouchable          |
| 2021 | Skyline (feat. Wayne Santana)           | 62          |                    |                 | Untouchable          |
| 2021 | Oh cazzo                                | 50          |                    |                 | Untouchable          |
| 2021 | Luce a Roma (feat. Side Baby)           | 26          |                    |                 | Untouchable          |
| 2021 | Diverso                                 | 63          |                    |                 | Untouchable          |
| 2024 | Vero Tony vero Sosa                     | 22          |                    |                 | Icon                 |
| 2024 | Pillole (feat. Sfera Ebbasta e Geolier) | 7           | - ITA: Platino     | - ITA: 100 000+ | Icon                 |
| 2024 | Carrara (feat. Simba La Rue)            | 14          | - ITA: Oro         | - ITA: 50 000+  | Icon                 |
| 2024 | Honey (feat. Lazza e Capo Plaza)        | 10          | - ITA: Platino     | - ITA: 100 000+ | Icon                 |
| 2024 | GTA (feat. Ghali)                       | 28          |                    |                 | Icon                 |
| 2024 | Dopo le 4 (feat. Bresh e Tedua)         | 2           | - ITA: Platino (2) | - ITA: 200 000+ | Icon                 |
| 2024 | Icon                                    | 23          | - ITA: Platino     | - ITA: 100 000+ | Icon                 |
| 2024 | Maison                                  | 48          |                    |                 | Icon                 |
| 2024 | Lap Dance (feat. Pyrex e Side Baby)     | 30          |                    |                 | Icon                 |
| 2024 | Demon Time (feat. Guè)                  | 33          |                    |                 | Icon                 |
| 2024 | Balenciaga (feat. Rose Villain)         | 34          |                    |                 | Icon                 |
| 2024 | P                                       | 62          |                    |                 | Icon                 |
| 2024 | Sorry                                   | 46          | - ITA: Oro         | - ITA: 50 000+  | Icon                 |

## Collaborazioni
| Anno                                                         | Titolo | Classifiche | Certificazioni     | Unità           | Album di provenienza                             |
| Anno                                                         | Titolo | ITA         | Certificazioni     | Unità           | Album di provenienza                             |
| ------------------------------------------------------------ | --- | ----------- | ------------------ | --------------- | ------------------------------------------------ |
| 2017                                                         | Scarafaggio (Guè feat. Tony Effe e Il Profeta)                                                                          | 11          | - ITA: Platino     | - ITA: 50 000+  | Gentleman - Red Version                          |
| 2018                                                         | Claro (Gué feat. Tony Effe e Pyrex)                                                                                     | 2           | - ITA: Oro         | - ITA: 25 000+  | Sinatra                                          |
| 2019                                                         | 10 anni fa RMX (Luchè feat. CoCo e Tony Effe)                                                                           | —           |                    |                 | Potere - Il giorno dopo                          |
| 2019                                                         | Costa tanto (MamboLosco feat. Tony Effe)                                                                                | 73          |                    |                 | Arte                                             |
| 2020                                                         | Wickr Me (DrefGold feat. Tony Effe)                                                                                     | 49          |                    |                 | Elo                                              |
| 2020                                                         | Pass (Tedua feat. Tony Effe)                                                                                            | 26          |                    |                 | Vita vera mixtape: aspettando la Divina Commedia |
| 2020                                                         | Clean (Lazza feat. Tony Effe)                                                                                           | 26          |                    |                 | J                                                |
| 2021                                                         | Mike Tyson (2nd Roof feat. Tony Effe e Kelvyn Colt)                                                                     | —           |                    |                 | Roof Top mixtape 1                               |
| 2021                                                         | Botte (Rasty Kilo feat. Tony Effe)                                                                                      | —           |                    |                 | Cinzia                                           |
| 2022                                                         | Monti (Wayne Santana feat. Tony Effe e Pyrex)                                                                           | 82          |                    |                 | Succo di zenzero vol. 2                          |
| 2022                                                         | Hentai (Sick Luke feat. Ghali e Tony Effe)                                                                              | 14          |                    |                 | X2                                               |
| 2022                                                         | Cadillac (SLF feat. MV Killa, Geolier e Tony Effe)                                                                      | 92          | - ITA: Platino (2) | - ITA: 200 000+ | We the Squad Vol. 1                              |
| 2022                                                         | Fottiti (Bresh feat. Tony Effe)                                                                                         | 73          |                    |                 | Oro blu                                          |
| 2022                                                         | Mala (Fred De Palma feat. Tony Effe, Lazza e Jvli)                                                                      | 79          | - ITA: Platino     | - ITA: 100 000+ | PLC Tape 1                                       |
| 2022                                                         | Marciapiede (Night Skinny feat. Tony Effe, Ernia e Rkomi)                                                               | 27          |                    |                 | Botox                                            |
| 2022                                                         | Coki (Night Skinny feat. Tony Effe, Noyz Narcos, Ketama126 e Guè)                                                       | 24          |                    |                 | Botox                                            |
| 2022                                                         | BTX Posse (Night Skinny feat. Fabri Fibra, Ernia, Lazza, Tony Effe, Coez, Geolier, Guè, Paky, MamboLosco e L'immortale) | 16          | - ITA: Oro         | - ITA: 50 000+  | Botox                                            |
| 2022                                                         | Nella casa di Dio (Sick Luke feat. Tony Effe, Paky e J Lord)                                                            | 97          |                    |                 | X2 (Deluxe Edition)                              |
| 2023                                                         | No Love (Pyrex feat. Tony Effe)                                                                                         | —           |                    |                 | Love is War                                      |
| 2023                                                         | Fashion (Drillionaire feat. Anna, Lazza, Tony Effe e Benny Benassi)                                                     | 17          | - ITA: Platino     | - ITA: 100 000+ | 10                                               |
| 2023                                                         | Pelota (Drillionaire feat. Tony Effe e Guè)                                                                             | 33          |                    |                 | 10                                               |
| 2023                                                         | Posa quella Glock (Niko Pandetta feat. Tony Effe)                                                                       | —           |                    |                 | Cella 5                                          |
| 2023                                                         | 3uphon (Sfera Ebbasta feat. Thasup e Tony Effe)                                                                         | 9           | - ITA: Platino     | - ITA: 100 000+ | X2VR                                             |
| 2023                                                         | Paura e delirio a Milano (Ghali feat. Tony Effe, Side Baby e Pyrex)                                                     | 28          |                    |                 | Pizza Kebab Vol. 1                               |
| 2023                                                         | Money Sex Beef (Rondodasosa feat. Tony Effe)                                                                            | —           |                    |                 | Motivation 4 the Streetz                         |
| 2024                                                         | Mulan (Anna feat. Tony Effe)                                                                                            | 56          |                    |                 | Vera Baddie                                      |
| 2024                                                         | Convoglio (Side Baby feat. Tony Effe)                                                                                   | 44          |                    |                 | Leggendario                                      |
| 2024                                                         | Nella trap (Night Skinny feat. Artie 5ive, Capo Plaza e Tony Effe)                                                      | 6           |                    |                 | Containers                                       |
| 2024                                                         | T.O.N.Y. (Night Skinny feat. Tony Boy e Tony Effe)                                                                      | 30          |                    |                 | Containers                                       |
| 2024                                                         | Babe (DrefGold feat. Tony Effe)                                                                                         | —           |                    |                 | Goblin                                           |
| 2025                                                         | Kalispera (Guè feat. Ghali e Tony Effe)                                                                                 | 28          |                    |                 | Tropico del Capricorno                           |
| 2025                                                         | Tutto il resto è noia (Noemi feat. Tony Effe)                                                                           | —           |                    |                 | Nostalgia                                        |
| 2025                                                         | Mai avuto un lavoro (Rrari dal Tacco feat. Tony Effe)                                                                   | —           |                    |                 | Non sono Gesù                                    |
| 2025                                                         | Regolari (Zep Dembo feat. Tony Effe)                                                                                    | —           |                    |                 | 753 d.C.pz                                       |
| 2025                                                         | Pagato (Zep Dembo feat. Tony Effe e Side Baby)                                                                          | —           |                    |                 | 753 d.C.pz                                       |
| 2025                                                         | Punto G (Luchè feat. Tony Effe)                                                                                         | —           |                    |                 | Il mio lato peggiore                             |
| 2025                                                         | Rimango free (Guè e Rasty Kilo feat. Tony Effe)                                                                         | —           |                    |                 | KG                                               |
| 2025                                                         | Non ho + Love (Icy Subzero feat. Tony Effe)                                                                             | —           |                    |                 | Anno zero                                        |
| "—" indica una pubblicazione non classificata in quel paese. | |             |                    |                 |                                                  |

## Video musicali
| Anno | Titolo              | Regista/i                      |
| ---- | ------------------- | ------------------------------ |
| 2021 | Effe                | Francesco Carnesecchi          |
| 2021 | Tirana              | Peter Marvu                    |
| 2021 | Mi piace            | Francesco Carnesecchi          |
| 2021 | Marmellata          | Alessio Hong e Michele Formica |
| 2023 | Michelle Pfeiffer   | Gianluca Dall'Argine           |
| 2023 | Il doc 3            | Marco Vidale                   |
| 2023 | Hoe + Hard          | LateMilk                       |
| 2023 | Boss                | Francesco Carnesecchi          |
| 2023 | Taxi sulla Luna     | LateMilk                       |
| 2024 | Particolari sporchi | Gregorio Mattiocco             |
| 2024 | Miu miu             | LateMilk                       |
| 2024 | Sesso e samba       | Attilio Cusani                 |
| 2025 | Damme 'na mano      | Francesco Carnesecchi          |
| 2025 | Victoria's Secret   | Amedeo Zancanella              |
| 2025 | Non basta mai       | Giulio Rosati                  |